# Chalonnes-sur-Loire
Chalonnes-sur-Loire är en kommun i departementet Maine-et-Loire i regionen Pays de la Loire i nordvästra Frankrike. Kommunen ligger i kantonen Chalonnes-sur-Loire som tillhör arrondissementet Angers. År 2022 hade Chalonnes-sur-Loire 6 541 invånare.

## Befolkningsutveckling
Antalet invånare i kommunen Chalonnes-sur-Loire
| Referens: INSEE |